# Henriëtte Geertruida Knip
Henriëtte Geertruida Knip, född 1783, död 1842, var en nederländsk målare.
Hon är främst känd för sina blomstermotiv. 

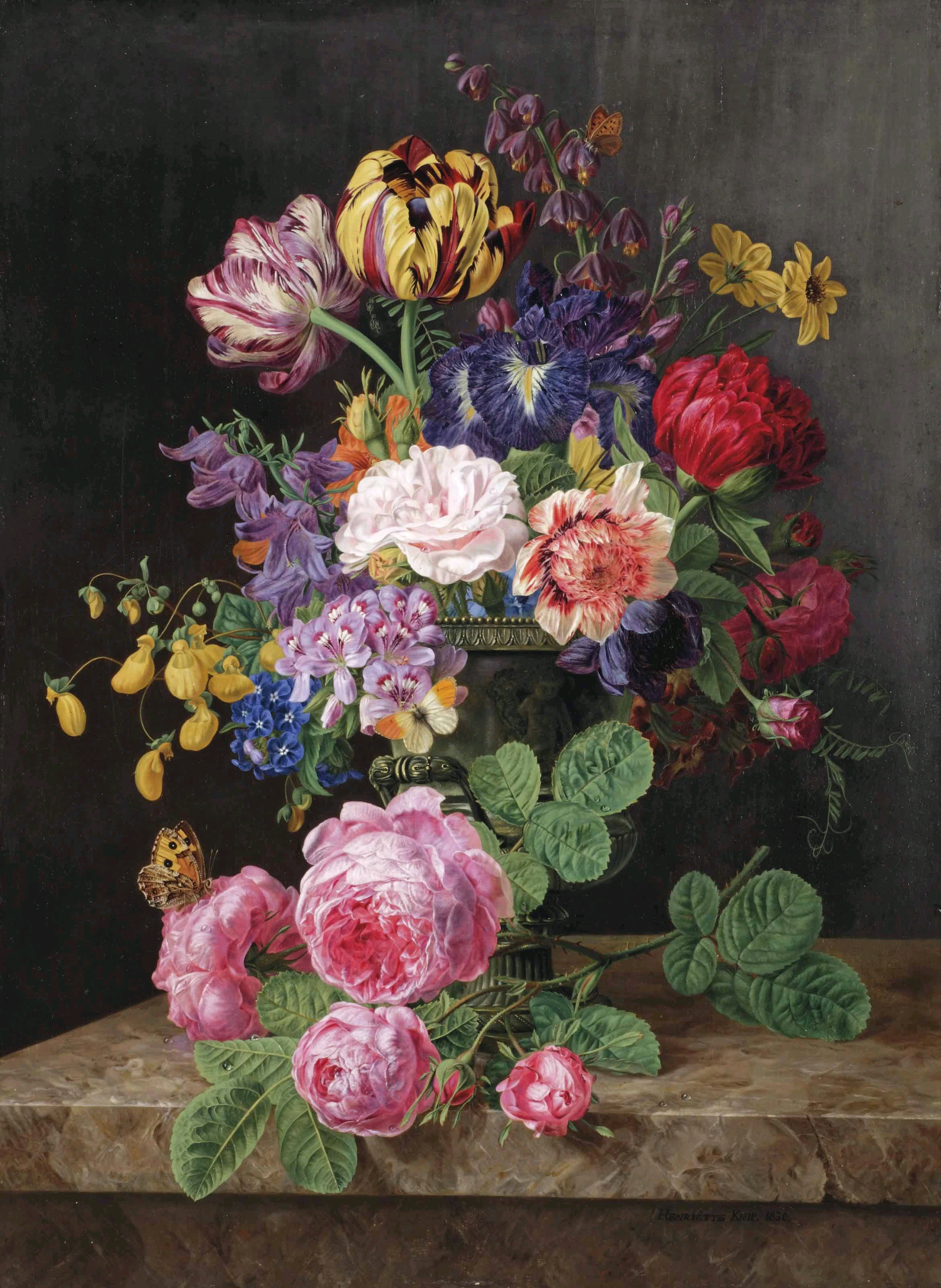
Flowers in a Vase, 1830
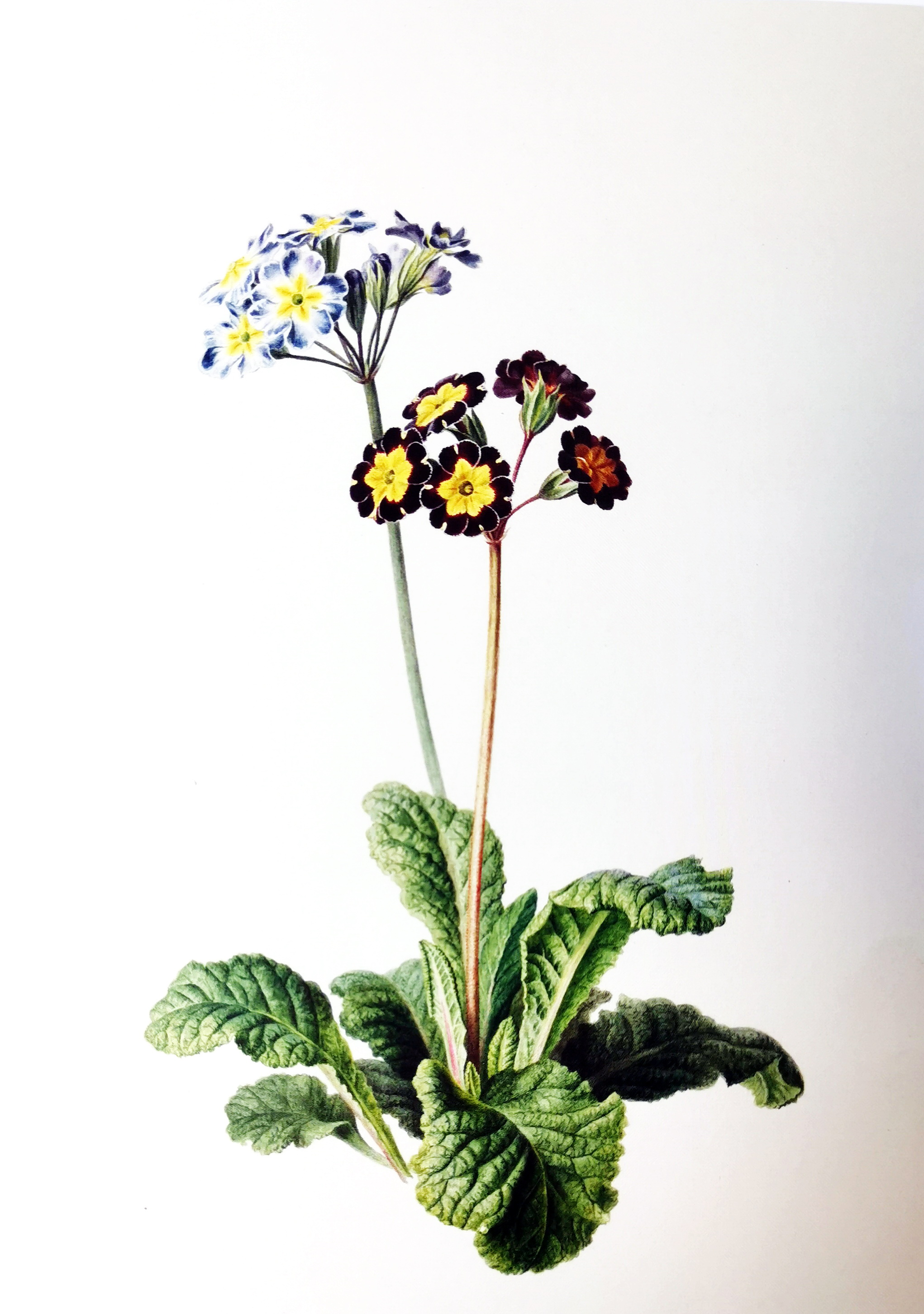
Primula